# Успенский собор (Кемь)
Собор Успения Пресвятой Богородицы (Успенский собор) — православный храм в городе Кемь, в его исторической местности под названием Лепостров, ограниченной двумя рукавами реки Кемь. Памятник архитектуры федерального значения. Приписан к Кемскому Благовещенскому монастырю.

## История

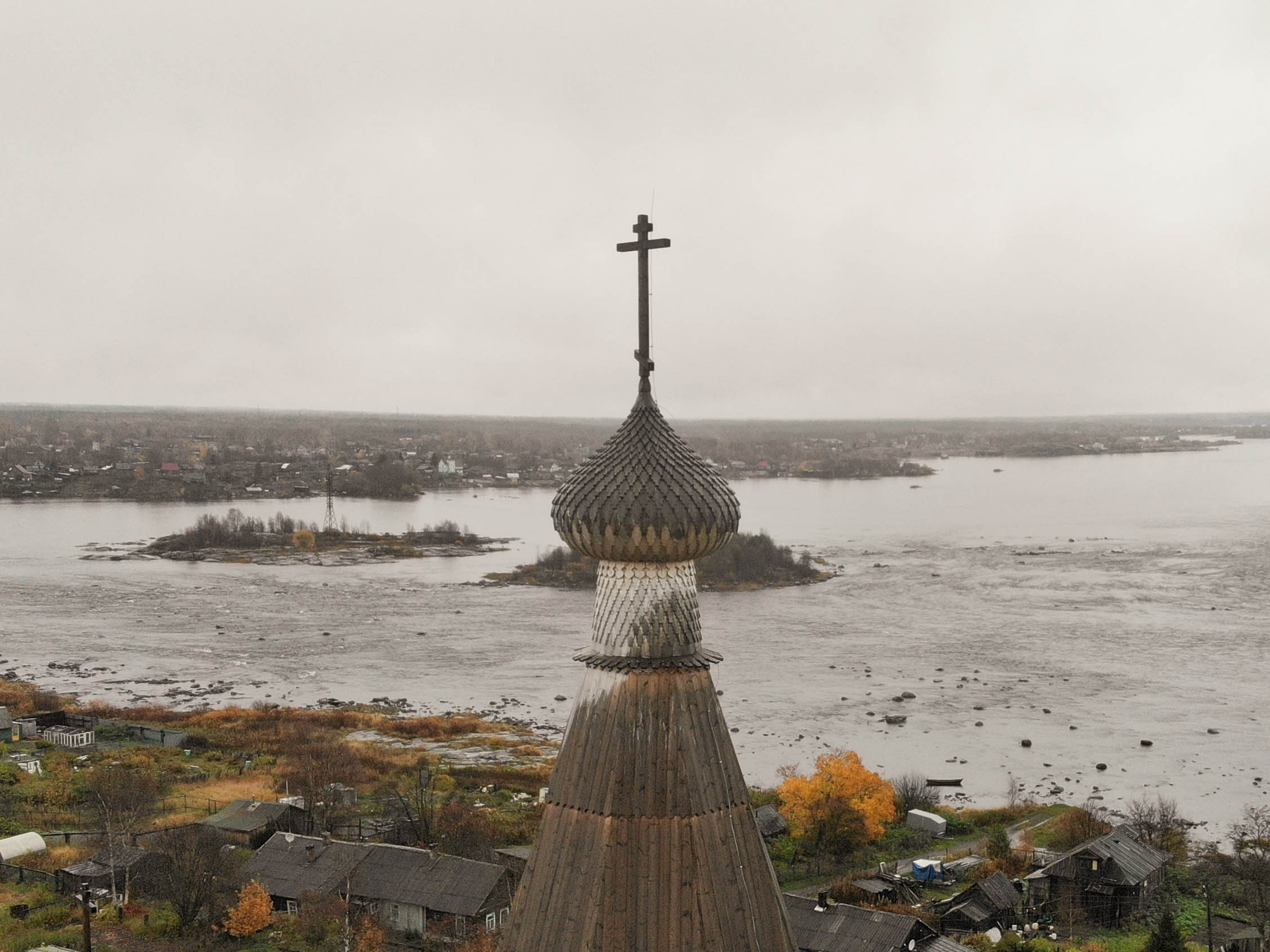
Завершение собора

Был заложен в 1711 году на месте сгоревшего 2-придельного одноимённого храма в честь победы над шведами в Северной войне. Освящён в июле 1714 года (по другим данным, в 1717 году).
Имелись приделы, освящённые в честь Успения Пресвятой Богородицы, во имя Святителя Чудотворца Николая, во имя преподобных отцов Зосимы и Савватия Соловецких чудотворцев.
26 июня 1936 года постановлением Карельского ЦИК собор был закрыт.
Фрагментарно реставрирован в 1960-х годах по проекту и под руководством архитектора Александра Ополовникова.
В 1976—1979 годах была восстановлена центральная глава собора, отремонтирована кровля, произведена биоцидная пропитка всех конструкций.
В 2006 году передан в безвозмездное пользование Кемскому Благовещенскому мужскому монастырю во имя Новомучеников и Исповедников Российских Петрозаводской и Карельской епархии Русской православной церкви.
Сохранился деисусный чин иконостаса главного придела храма.
25 апреля 2016 года началась полноценная реставрация, которая выполнялась методом полной переборки. 35-метровый деревянный храм раскатали на брёвна и перевезли на удалённую площадку за городом, где плотники-реставраторы заново его собрали в точном соответствии с проектом архитекторов, заменив непригодные брёвна, затем снова его разобрали для доставки на прежнее место. Реставрация, в ходе которой установлены современные системы электроснабжения и защиты от молний, завершилась в 2019 году. А четыре иконостаса высотой от 2 до 9,5 метра и общей шириной более 35 метров, восстановление которых проходило в Санкт-Петербурге, вернулись в храм в конце 2020 года.

## Приписные церкви и часовни храма
- Часовня Троицы Живоначальной на территории храмового двора.
- Приписная церковь во имя Иоанна Предтечи на острове Лепо в городе Кеми (построена в 1682 году, была приписной к храму до 1861 года, после получила свой, единоверческий приход, с 1897 года — в ведении кемского миссионера). Не сохранилась.
- Церковь во имя Святителя Николая Чудотворца на острове Попов. Заводская церковь в Рабочеостровске. Построена в 1899 году на средства лесопильного завода. Не сохранилась. В 2003—2008 годах построена часовня во имя Святителя Николая Чудотворца на пристани в Рабочеостровске.
- Церковь во имя преподобных отцов Зосимы и Савватия Соловецких чудотворцев. Построена в 1876 году. Имела престолы во имя преподобных Зосимы и Савватия, во имя Честного, Славного Пророка Предтечи и Крестителя Господня Иоанна, освящен в 1785 году. Не сохранилась.
- Часовня во имя Креста Господня. Не сохранилась.
- Часовня во имя Святого пророка Илии. Не сохранилась.
- Кладбищенская церковь во имя Святой Троицы. Построена в 1798 году. Не сохранилась.